# Spellemannprisen
Spellemannprisen – nagroda muzyczna przyznawana w Norwegii od 1973 roku. Jest odpowiednikiem polskiego Fryderyka.
Od 2007 roku uzupełnienie nagrody w kategorii debiutant roku stanowił grant w wysokości 200 tys. norweskich koron, który od 2011 roku wynosi 250 tys. koron. Stypendium przyznawane jest przez stowarzyszenie Gramo.
Spellemannprisen przyznawana jest norweskim muzykom w dwudziestu sześciu kategoriach. Najwięcej wyróżnień za nagrania otrzymała orkiestra Oslo-Filharmonien, pianista Leif Ove Andsnes oraz zespół a-ha.